# Personaggi di Spazio 1999
Questa è una lista dei personaggi della serie televisiva Spazio 1999.

## Personaggi principali
- John Koenig (stagioni 1-2), interpretato da Martin Landau, doppiato in italiano da Michele Kalamera.[1]
Capitano della base, astrofisico, americano, membro dell'Amministrazione Spaziale Internazionale. Pochi giorni prima della catastrofe subentra al suo predecessore, il russo Gorski, allontanato per scelta politica dall'Amministrazione.
- Helen Russell (Helena Russel nella versione originale, stagioni 1-2), interpretata da Barbara Bain, doppiata in italiano da Laura Rizzoli e Lucia Catullo.[1]
È una dottoressa statunitense, capo dello staff medico. Lei ed il comandante non nascondono una certa attrazione reciproca.
- Victor Bergman (stagione 1), interpretato da Barry Morse, doppiato in italiano da Giuseppe Fortis.[1]
Professore britannico, è un ricercatore puro e geniale, direttore del dipartimento scientifico della base lunare.
- Paul Morrow (stagione 1), interpretato da Prentis Hancock, doppiato in italiano da Carlo Valli e Gianni Giuliano.[1]
Britannico di natali scozzesi, è il vicecomandante della base e addetto alle telecomunicazioni.
- Alan Carter (stagioni 1-2), interpretato da Nick Tate, doppiato in italiano da Sergio Di Stefano.[1]
Australiano, è il comandante della flotta di Aquila. Al momento dell'esplosione si trova in volo tra la Terra e la Luna e sceglie di seguire la sorte dei suoi compagni. In una prima stesura avrebbe dovuto interpretare un personaggio italiano, Alfonso Cattani, ma il suo forte accento originale ha indotto la scelta per un personaggio australiano.
- Sandra Benes (stagioni 1-2), interpretata da Zienia Merton, doppiata in italiano da Anna Leonardi (stagione 2).[1]
Tecnico informatico. Dapprima legata sentimentalmente con il pilota Mike Ryan, morto per un impatto su un buco nero, poi con Morrow. Attrice britannica di sangue birmano, avrebbe dovuto interpretare un personaggio italiano di nome Sandra Sabatini.
- David Kano (stagione 1), interpretato da Clifton Jones, doppiato in italiano da Giulio Platone.[1]
Nigeriano, ingegnere informatico. Omonimo di una città del suo paese natale, subentra al suo connazionale Ouma, che appare nel primo episodio Separazione, il cui interprete fu allontanato per dispute contrattuali.
- Maya (stagione 2), interpretata da Catherine Schell, doppiata in italiano da Noemi Gifuni.[1]
Aliena, ultima superstite di un pianeta distrutto. Subentra nella seconda stagione alla figura del professor Bergman. Maya diviene parte dell'equipaggio sfruttando appieno la sua caratteristica di mutaforma, capace di assumere le più disparate sembianze di forme di vita, per venire spesso in soccorso degli altri protagonisti. L'attrice Catherine Schell era già apparsa nell'episodio della prima stagione Il pianeta incantato, interpretando un altro personaggio.
- Tony Verdeschi (stagione 2), interpretato da Tony Anholt, doppiato in italiano da Francesco Caruso Cardelli.[1]
Italiano, nato a Firenze[N 1], è il vicecomandante della base lunare e ha una relazione sentimentale con Maya.

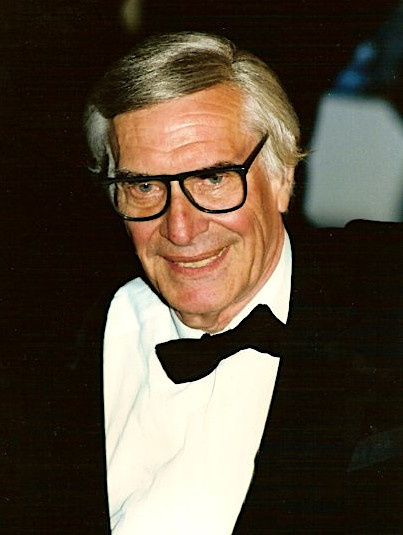
Martin Landau, interprete di John Koenig
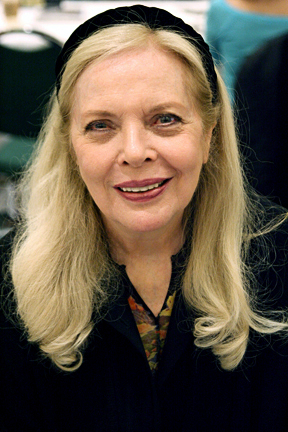
Barbara Bain, interprete di Helen Russell
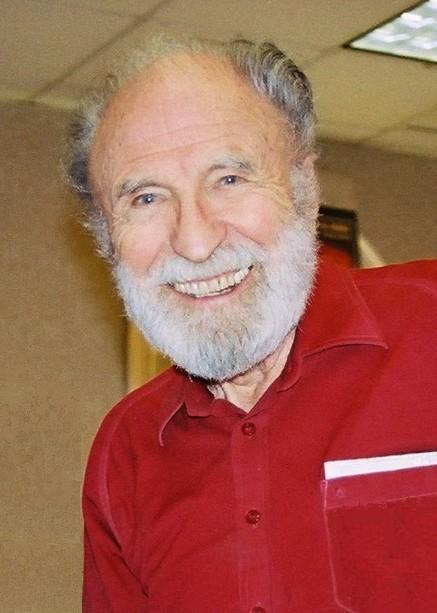
Barry Morse, interprete di Victor Bergman
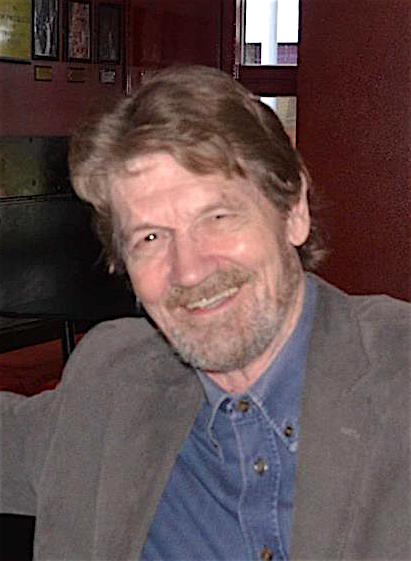
Prentis Hancock, interprete di Paul Morrow
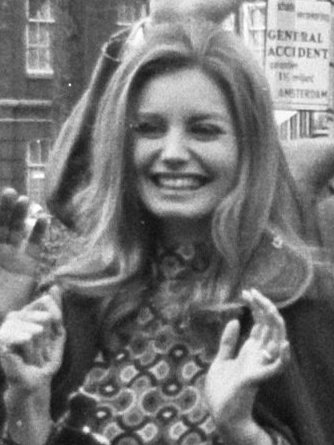
Catherine Schell, interprete di Maya

## Personaggi secondari
- Gerald Simmonds (stagione 1), interpretato da Roy Dotrice.[1]
Politico statunitense, quadro dirigente dell'Amministrazione Spaziale. Noto per il suo cinismo, preoccupato per il progetto esplorativo di Meta più per fini di carriera che non per la morte misteriosa degli astronauti candidati. Recatosi su Alpha con il precipitare degli eventi, finisce per condividere la sorte degli altri sventurati. Simmonds ricompare nell'episodio Destinazione obbligata la Terra dove palesa appieno la propria natura per soccombere in circostanze grottesche.
- Tanya Alexander (stagione 1), interpretata da Suzanne Roquette.[1]
Ufficiale delle operazioni della base.
- Bill Fraser (stagione 2), interpretato da John Hug, doppiato in italiano da Emilio Cappuccio.[1]
Pilota della flotta delle Aquila.
- Yasko Nugami (stagione 2), interpretata da Yasuko Nagazumi, doppiata in italiano da Daniela Nobili.[1]
Analista.
- Ben Vincent (stagione 2), interpretato da Jeffrey Kissoon, doppiato in italiano da Mauro Gravina (secondo doppiaggio, ep. 2x14)[1]
Vice-capo dello staff medico.

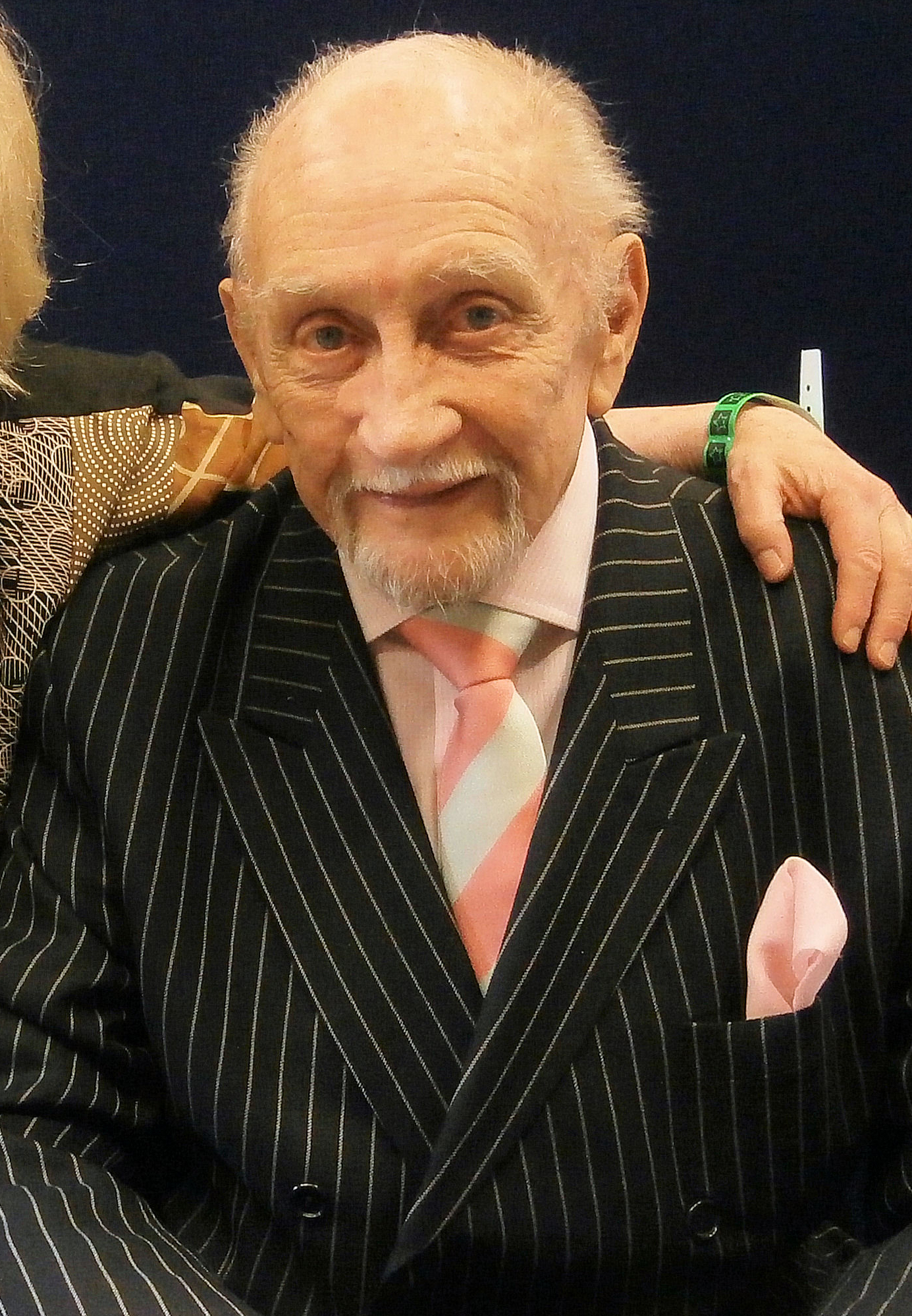
Roy Dotrice, interprete di Gerald Simmonds

## Ospiti protagonisti per una puntata
- Capitano Zantor (ep. Destinazione obbligata: Terra), interpretato da Christopher Lee.
- Kara (ep. La missione dei Dariani), interpretata da Joan Collins, doppiata in italiano da Noemi Gifuni.[1]
- Raan (ep. Gli amanti dello spazio). interpretato da Peter Cushing.
- Anton Zoref (ep. Forza vitale), interpretato da Ian McShane.
- Cabot Rowland (ep. Il pianeta di ghiaccio), interpretato da Brian Blessed.
- Bal-hor (ep. Fine dell'immortalità), interpretato da Peter Bowles.
- Luke Ferro (ep. Il testamento degli Arcadi), interpretato da Orso Maria Guerrini.
- Tony Cellini (ep. Il dominio del drago), interpretato da Gianni Garko.
- Melita Kelly (ep. Il cervello spaziale), interpretata da Carla Romanelli.
- Dan Matteo (ep. Fantasma su Alfa), interpretato e doppiato da Giancarlo Prete.[1]
- Creatura delle nuvole (ep. La nuvola), interpretato da David Prowse.

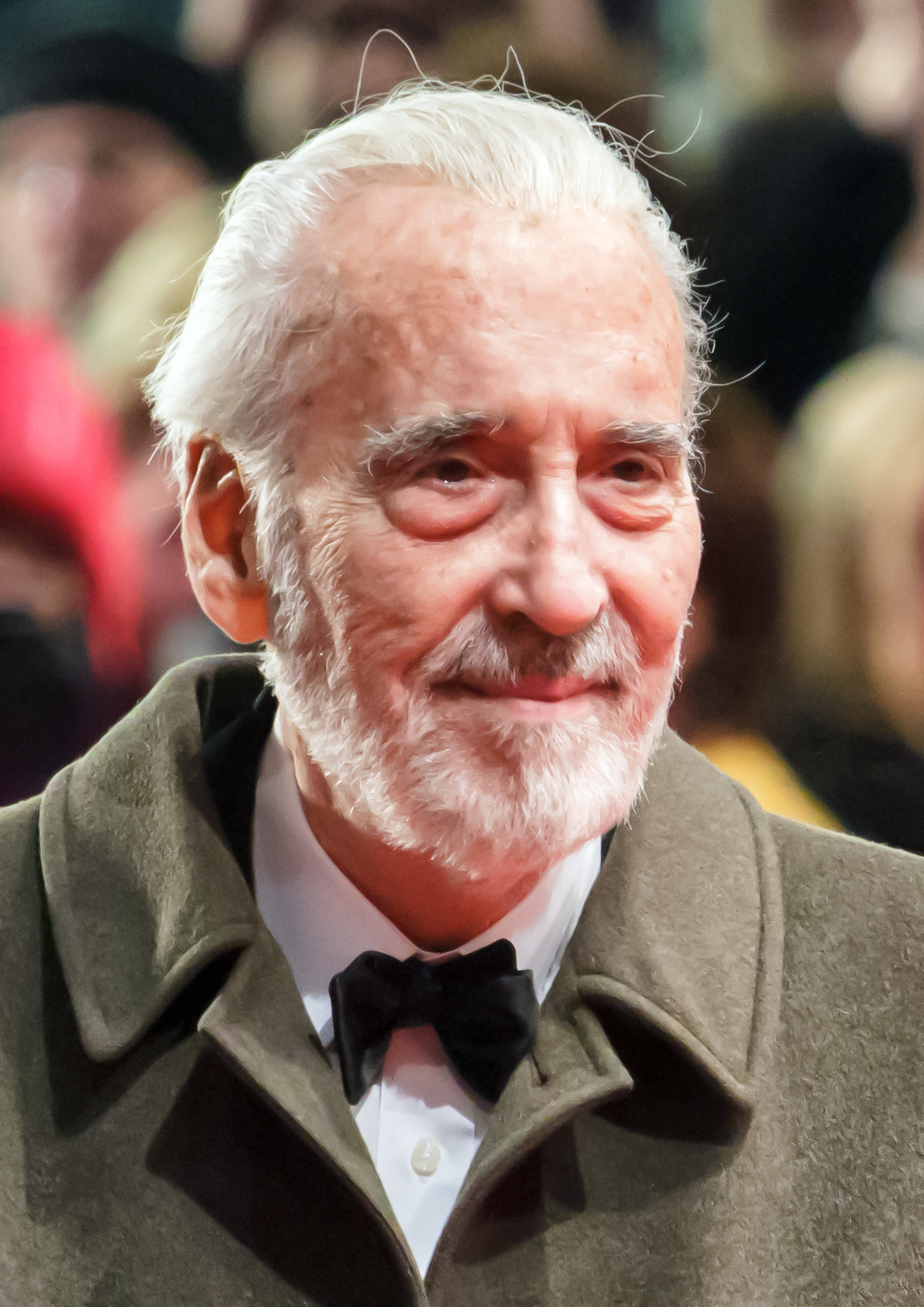
Christopher Lee, interprete del Capitano Zantor
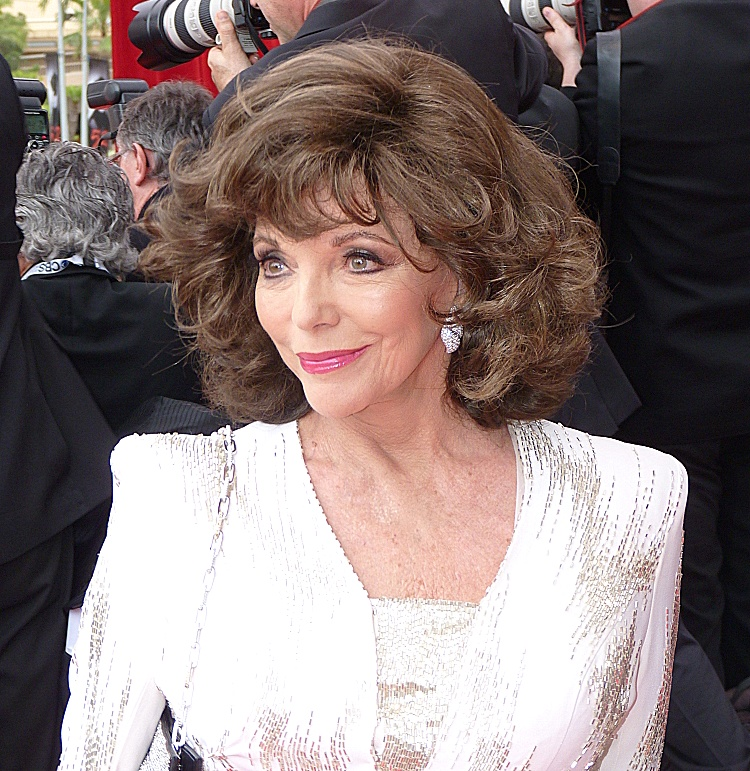
Joan Collins, interprete di Kara
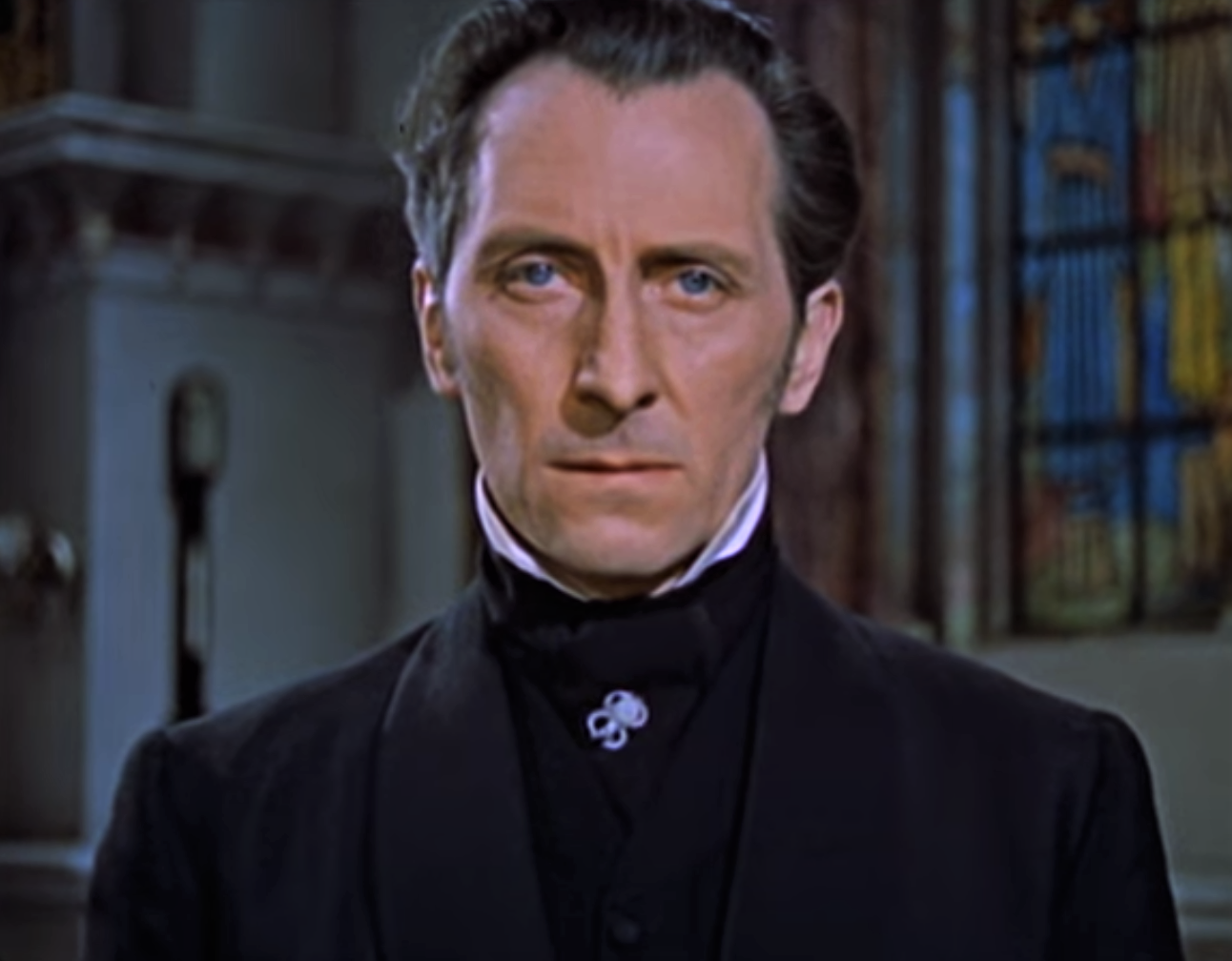
Peter Cushing, interprete di Raan
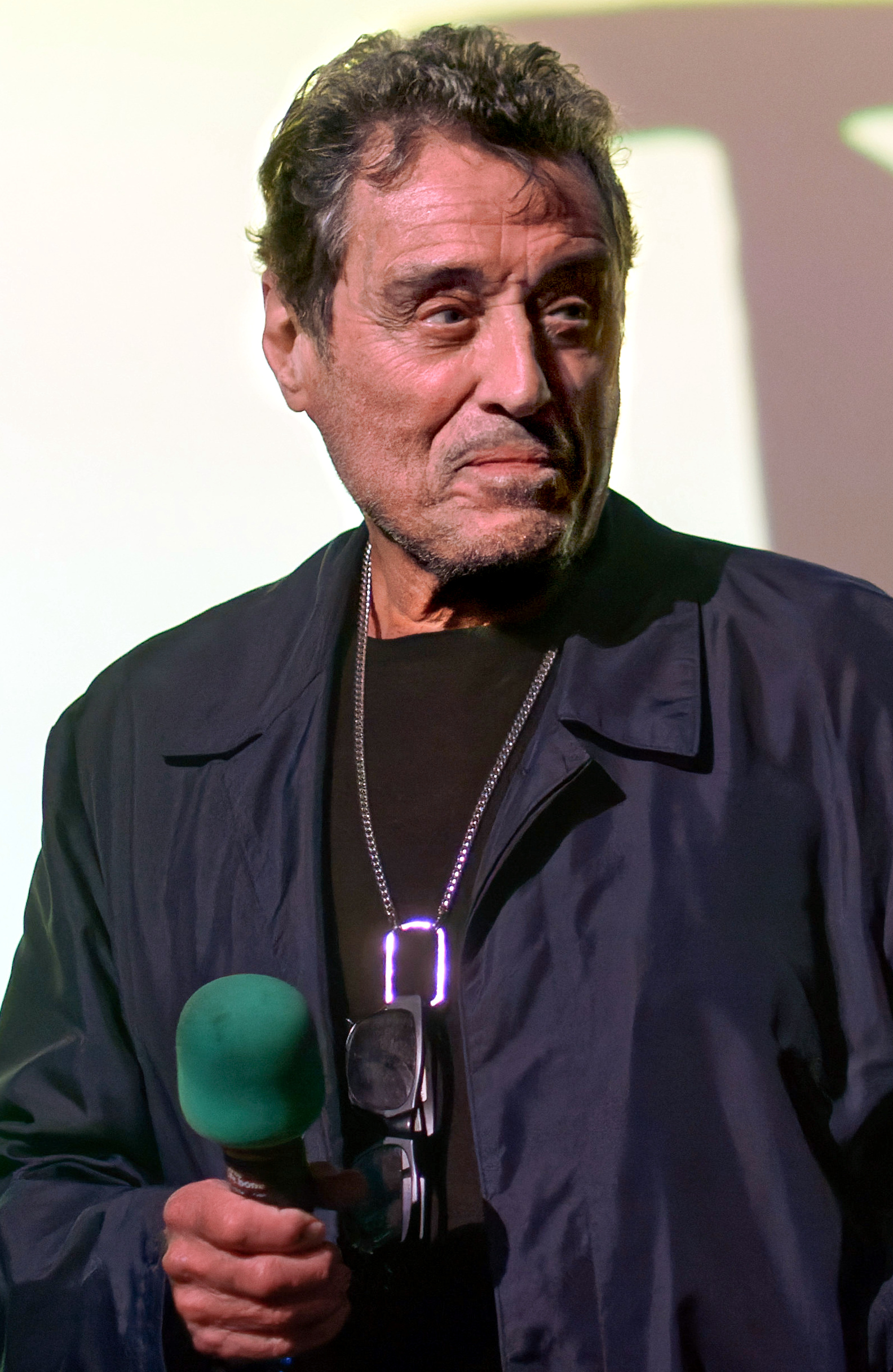
Ian McShane, interprete di Anton Zoref
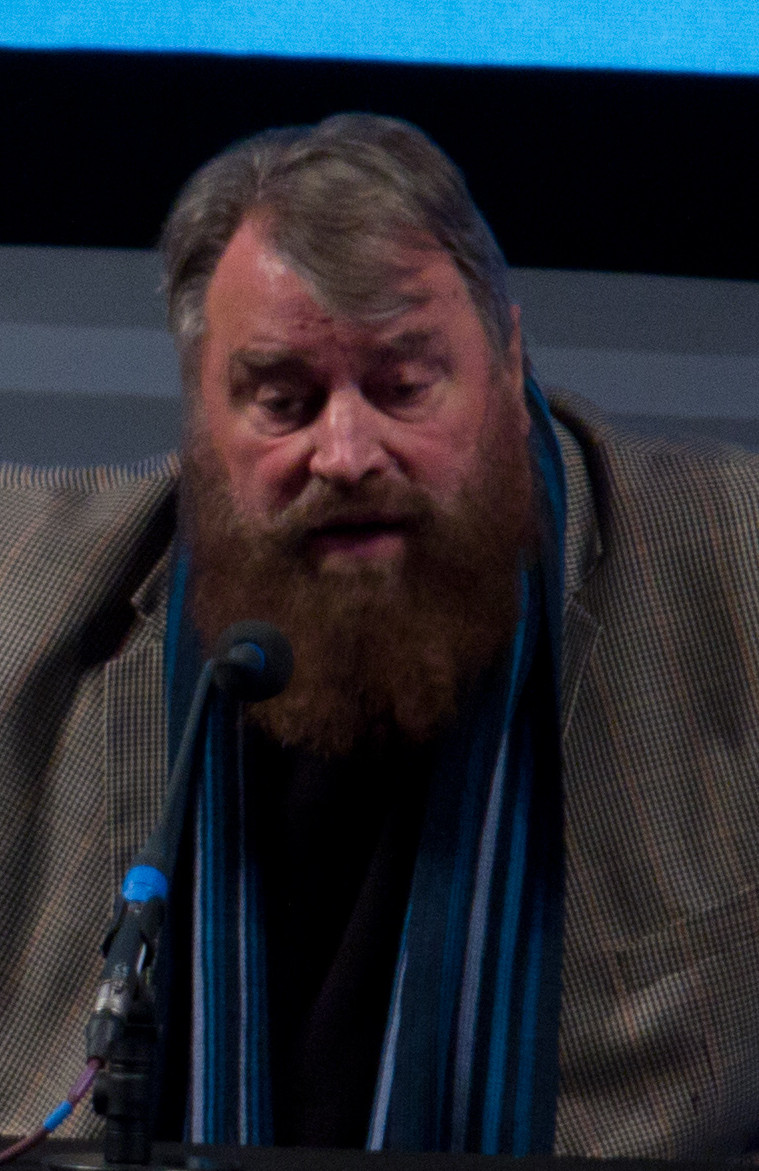
Brian Blessed, interprete di Cabot Rowland
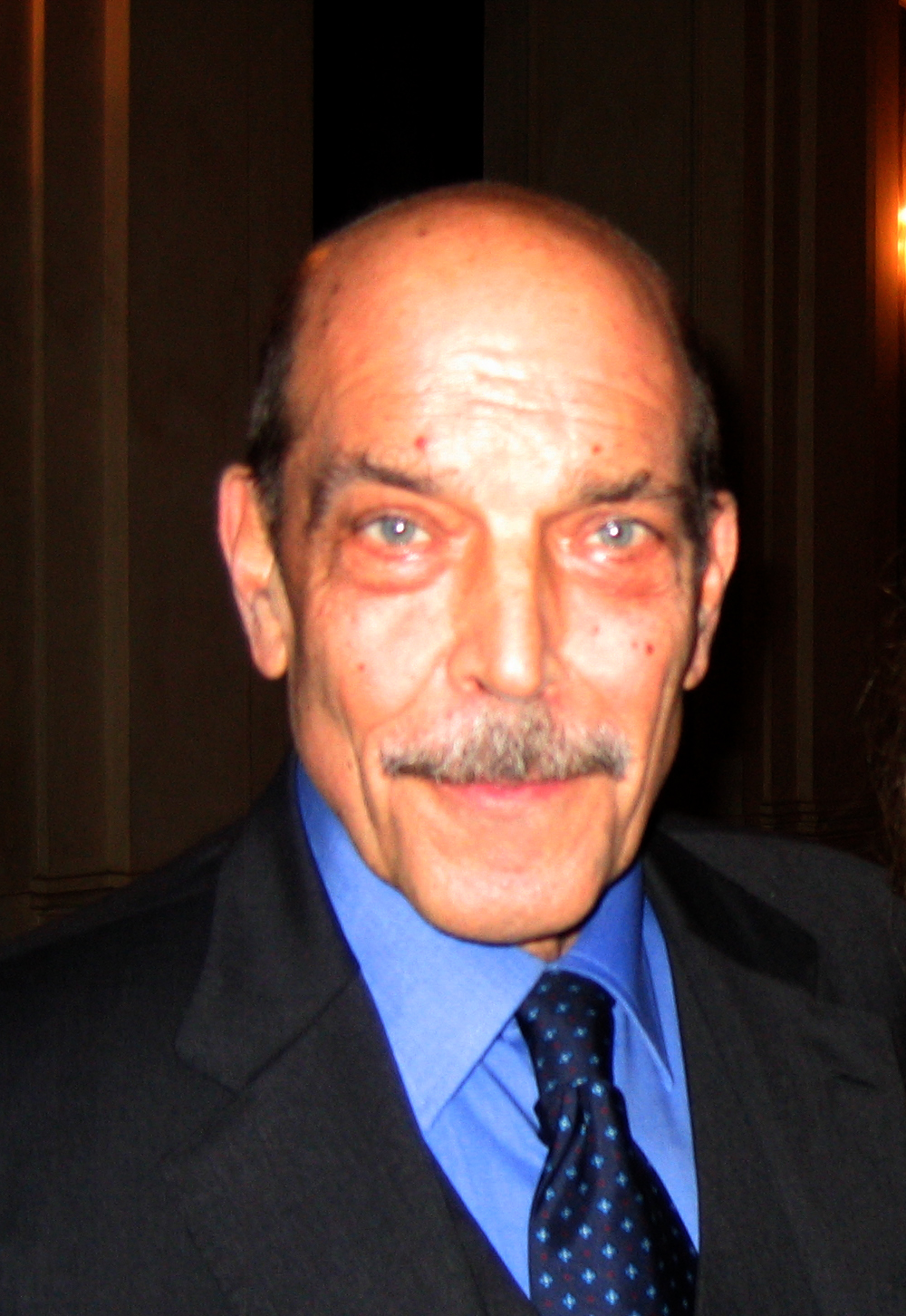
Orso Maria Guerrini, interprete di Luke Ferro
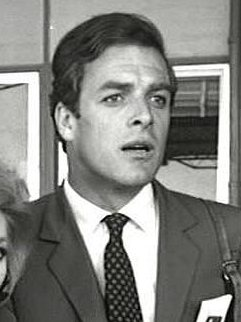
Gianni Garko, interprete di Tony Cellini
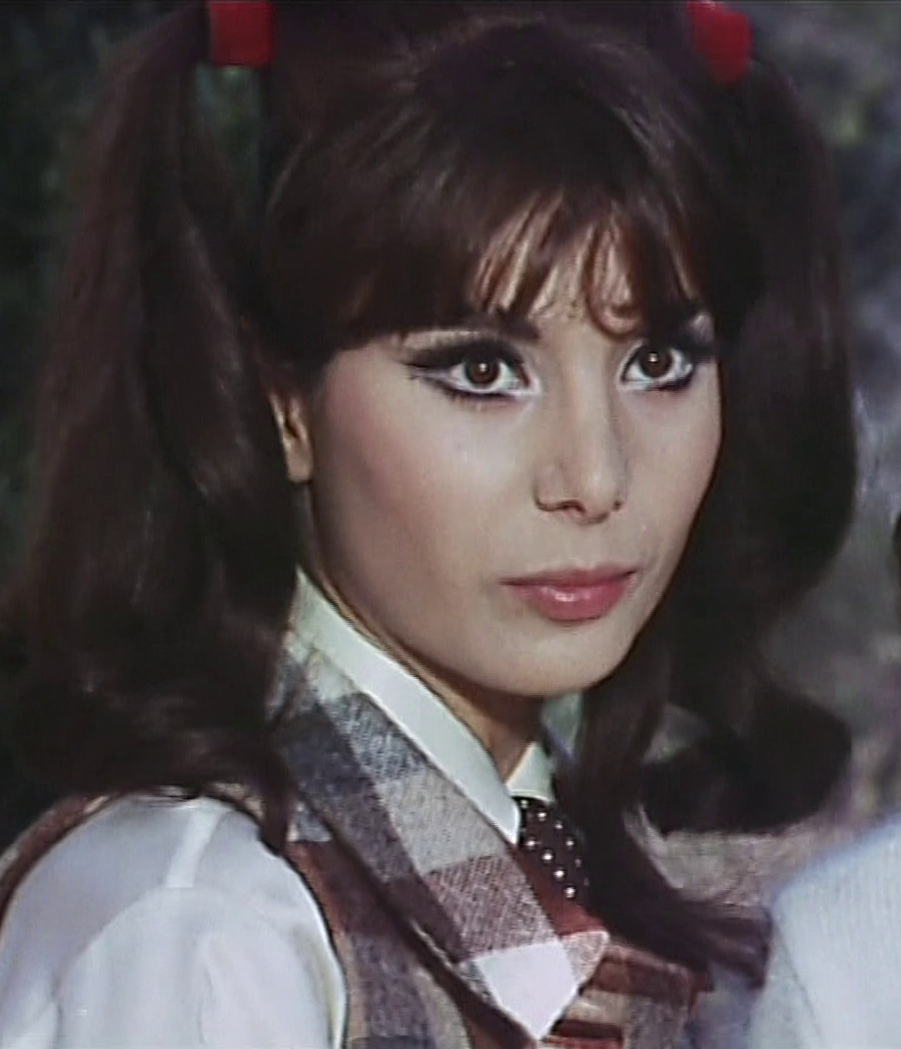
Carla Romanelli, interprete di Melita Kelly
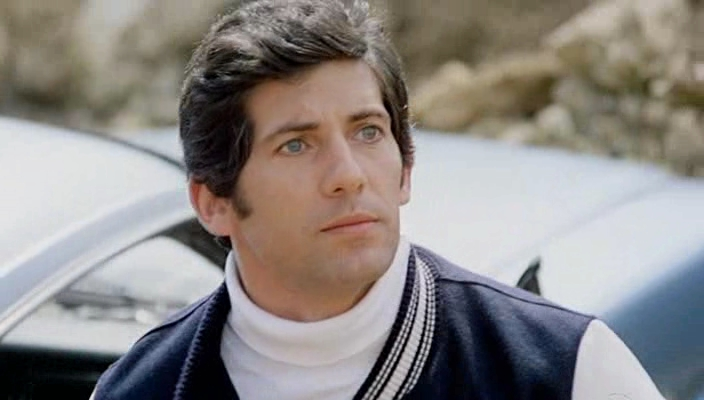
Giancarlo Prete, interprete di Dan Matteo
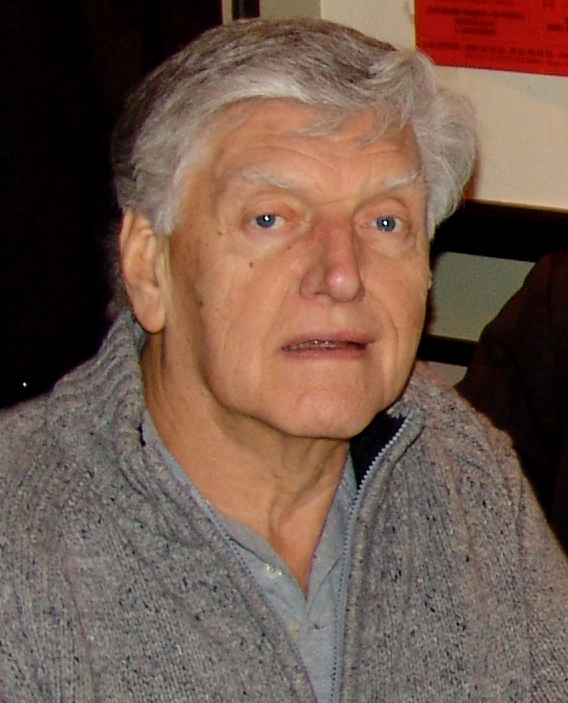
David Prowse, interprete della creatura delle nuvole

## Personaggi assenti nella seconda stagione
I personaggi di Victor Bergman, Paul Morrow e David Kano sono stati eliminati nella seconda stagione. Sandra Benes e Bob Mathias appaiono soltanto in alcuni episodi. A tal proposito ci sono varie dichiarazioni degli interpreti.
La sparizione dei personaggi della prima stagione avvenne tutta dietro le quinte. Non fu mai rivelata, in nessuno degli episodi, la causa della loro assenza. In realtà, lo sceneggiatore Johnny Byrne aveva tentato di inserire una spiegazione che lasciasse intuire l'assenza di Bergman. Il dialogo in questione era parte della scena 146 dell’episodio Psycon e lasciava intendere la morte accidentale di Bergman dando agli spettatori un'idea sul perché della sua assenza, ma Freiberger decise di eliminarlo dal copione.

### Victor Bergman
Nel corso degli anni si sono alternate varie voci sul vero motivo della sua partenza. Dall’agenda personale dell’attore canadese, lo scrittore Robert Wood è riuscito a estrapolare una catena di eventi che ha permesso di risolvere il mistero e che possiamo riassumere nel modo seguente: il 4 dicembre 1975, la direttrice del casting Lesley de Pettitt fa un’offerta a Barry per la seconda stagione proponendo un taglio del 33% rispetto al salario dell’anno precedente, togliendo anche l’autista; l’agente di Morse, Michael Whitehall, presenta una contro proposta che viene però rifiutata; l’attore stesso cerca di mettersi in contatto con Gerry Anderson che non risponde mai alle sue chiamate; il 17 dicembre, Whitehall riesce a contattare Gerry Anderson e gli comunica che Barry Morse ha deciso di accettare l’offerta originale; Anderson risponde che ormai sono stati fatti dei cambiamenti e che il personaggio di Bergman non rientra più nei loro piani.
Quindi, Barry Morse aveva comunque manifestato l’intenzione di ritornare ma la decisione era arrivata fuori tempo massimo. In realtà, si era capito che Fred Freiberger non voleva che Bergman facesse parte della seconda stagione e si può presumere che l’offerta iniziale di Pettitt fosse così ridotta di proposito, per indurlo a rinunciare. Inoltre, le riprese iniziarono solo il 26 gennaio 1976, ben un mese dopo l’approvazione di Morse, quindi vi era tutto il tempo disponibile per un suo reinserimento. Il professor Bergman, così come gli altri, era sparito senza nemmeno fornire una spiegazione.
Fred Freiberger: “Per il fatto che non sia stata fornita nessuna spiegazione circa la sparizione di alcuni personaggi, mi assumo tutte le responsabilità. È stata colpa mia; all’epoca non pensavo fosse necessario dare dei motivi, non pensavo che all’audience potesse importare.”
Barry Morse: “Mi ha sempre divertito il fatto che non fu mai data nessuna spiegazione sulla scomparsa di Victor Bergman. Sono comunque contento di sapere che Martin mi abbia difeso e cercato di convincere Gerry e Freddy affinché ritornassi.”

### Paul Morrow
Prentis Hancock: “Non mi hanno mai detto che non sarei stato chiamato per la seconda stagione. D’altra parte, è abbastanza normale, fare l’attore non è diverso dall’idraulico: lo chiami per fare un lavoro e lui lo fa. La prossima volta magari chiami un idraulico diverso; non è che chiami il primo idraulico per informarlo che non sarà richiamato! Di fatto, noi non siamo stati licenziati ma, semplicemente, non richiamati." “Era un lavoro come un altro. Avevo finito la prima serie e semplicemente non mi avevano più richiamato. Qualche anno dopo, invece, mi resi conto di aver sviluppato un certo affetto per quel ruolo e a quel punto pensai che era stato un peccato non potere continuare. Da quello che sentii da Zienia e gli altri, non deve essere stato comunque un anno facile; so che c’erano tanti problemi e penso che, in fondo, se avessi partecipato in quelle condizioni non ne sarei stato contento. Continuai a seguire quello che gli altri colleghi stavano facendo durante la seconda serie e fui sorpreso, comunque, che non vi fu un’estensione ad una terza stagione.”